# بياع الورد (فلم)
بياع الورد فيلم روائي للمخرج إيهاب جاد الله، ويشارك في بطولة الفيلم الفنان القدير حسام أبو عيشة وآخرون. يطرح السيناريو لجاد الله نفسه، مجموعة من القضايا الشائكة، التي تفتح بدورها نقاشات كثيرة على مصراعيها، مثل مساحة الديمقراطية داخل بنية الجماعات المسلحة الفلسطينية، والشهادة وغيرها.

## قصة الفيلم
تتلخص قصة الفيلم بايصال رسالة مفادها أن الموت هو المصير الحتمي لجاسوس فلسطيني يعمل مع مخابرات الاحتلال لاصطياد المقاومين.

## جوائز
حقق الفيلم جائزة مهرجان كليرمون فيران الدولي للأفلام القصيرة في فرنسا.